# 色布腾 (和硕特部)
色布腾（1713年—1784年），博尔济吉特氏，卫拉特蒙古和硕特部人，清朝蒙古台吉，拉藏汗第三子，阿睦尔撒纳的叔叔。
康熙五十六年（1717年），时年四岁的色布腾被准噶尔汗国大策凌敦多布俘虏，押往准噶尔。乾隆二十年（1755年），受达瓦齐派遣，与诺尔布驻防哈萨克界。清朝大军抵伊犁时，色布腾献籍降清。奉乾隆帝诏令入觐，封辅国公，屯牧喀尔喀。二年后，改牧察哈尔。